# Чемпіонат Львівського окружного футбольного союзу 1937—1938
Чемпіонат Львівського окружного футбольного союзу 1937/1938 років (пол. Mistrzostwo Lwowskiego Związku Okręgowego Piłki Nożnej) — футбольні змагання команд, що входили до Львівського окружного футбольного союзу. Проходив за системою осінь-весна.
Перемогли «Чарні» (Львів), здобувши право на участь у турнірі за право виходу до Державної Ліги (найвищого дивізіону чемпіонату Польщі).
| м  | команда                 | ігри | очки | м'ячі |
| 1  | «Чарні» (Львів)         | 26   | 40   | 74-29 |
| 2  | «Україна» (Львів)       | 26   | 32   | 60-44 |
| 3  | «Полонія» (Перемишль)   | 26   | 32   | 54-45 |
| 4  | «Гасмонея» (Львів)      | 26   | 31   | 40-28 |
| 5  | «Лехія» (Львів)         | 26   | 28   | 57-49 |
| 6  | «Поґонь» IВ (Львів)     | 26   | 26   | 61-57 |
| 7  | «Юнак» (Дрогобич)       | 26   | 26   | 56-62 |
| 8  | «WKS» (Ярослав)         | 26   | 26   | 51-61 |
| 9  | «Поґонь» (Стрий)        | 26   | 25   | 69-57 |
| 10 | «Ресовія» (Ряшів)       | 26   | 25   | 44-51 |
| 11 | «RKS» (Львів)           | 26   | 25   | 30-35 |
| 12 | «Корона» (Самбір)       | 26   | 21   | 50-79 |
| 13 | ГКС «Чувай» (Перемишль) | 26   | 19   | 36-52 |
| 14 | «Сокіл II» (Львів)      | 26   | 8    | 18-61 |

Таблиця складена за польським футбольним довідником.
Наразі відомі результати лише «Ресовії» проти
«Поґоні» ІB — 3:0, 0:6
«України» — 4:1, 1:2
«Чувая» — 3:1, 2:0
«Полонії» — 2:3, 3:1
«Лехії» — 0:9, 1:2
«Корони» — 4:1, 0:1
«Поґоні» — 2:3, 2:2
«Юнака» — 4:0, 1:4
«Чарних» — 0:3, 0:3
«WKS» — 3:0, 1:3
«Сокола ІІ» — 2:1, 3:0
«RKS» — 0:1, 3:0
«Гасмонеї» — 1:0, 0:2.